# SDSS J090745.0+024507
SDSS J090744.99+024506.8 (SDSS J090745.0+024507) – gwiazda hiperprędkościowa położona w gwiazdozbiorze Hydry, w odległości ok. 110 kiloparseków (362 tys. lat świetlnych) od Ziemi. Należy do halo Drogi Mlecznej. Jej odkrycie ogłoszono w 2005 roku.
Jest to gwiazda ciągu głównego o typie widmowym B9. Jest to również gwiazda zmienna krótkookresowa. Porusza się z prędkością ok. 709 km/s względem środka Galaktyki, czyli ok. dwukrotnie szybciej niż wynosi prędkości ucieczki z Galaktyki. Astronomowie przypuszczają, że gwiazda wchodziła w skład młodego, ciasnego układu podwójnego, znajdującego się w pobliżu centrum Galaktyki. Przejście w pobliżu supermasywnej czarnej dziury, która się tam znajduje i jej silne oddziaływanie grawitacyjne spowodowało wyrzucenie gwiazdy z orbity i skierowanie na obecną trajektorię. Zakładany czas „podróży” gwiazdy ze środka Galaktyki do obecnej pozycji to ok. 160 mln lat.